# Mieczysław Mączyński
Mieczysław Mączyński (ur. 21 października 1882 w Wadowicach, zm. 4 listopada 1940 w Mauthausen-Gusen) – polski inżynier leśnik, działacz turystyki górskiej, działacz społeczny.

## Życiorys
Syn Franciszka (1842–1887) i Józefy z Furgalskich, brat Franciszka Mateusza. Mąż Marii Czeskiej-Mączyńskiej, literatki. Ukończył wyższą szkołę realną w Krakowie. W latach 1902–1905 studiował na Wydziale Leśnym Akademii Ziemiańskiej w Wiedniu, uzyskując tytuł inżyniera leśnika. Od 1905 pracował u żywieckich Habsburgów – od 1934 był dyrektorem generalnym leśnych dóbr żywieckich. W 1914 walczył w 2 Pułku Piechoty II Brygady Legionów i został ranny w bitwie pod Mołotkowem. Współzałożyciel Oddziału Babiogórskiego Polskiego Towarzystwa Tatrzańskiego w Żywcu – prezes tego Towarzystwa oraz Towarzystwa Szkoły Ludowej w Żywcu. W 1921 stanął na czele Oddziału Babiogórskiego Polskiego Towarzystwa Tatrzańskiego. Dwukrotnie rozbudowywał i unowocześniał schronisko na Markowych Szczawinach. Dobudował część schroniskową do nowej gajówki pod Pilskiem. Popierał budowę dużych schronisk na Hali Miziowej i w Zwardoniu, jak również odważne projekty znakarskie młodego pokolenia turystów babiogórskich (m.in. Józefa Merty i Władysława Midowicza). Od 1924 do 1940 był członkiem zarządu głównego PTT (od 1937 do 1940 jednym z wiceprezesów). Po wybuchu II wojny światowej, od 2 września 1939 przez kilka tygodni pełnił funkcję burmistrza Żywca. W kwietniu 1940 aresztowany przez gestapo i uwięziony w Bielsku. 25 kwietnia 1940 przewieziony do KL Dachau, następnie do obozu koncentracyjnego Mauthausen-Gusen, gdzie 4 listopada 1940 został zamordowany. Grób symboliczny znajduje się na Cmentarzu Salwatorskim w Krakowie (sektor SC8-B-1).

## Ordery i odznaczenia
- Złoty Krzyż Zasługi[2]
- Medal Niepodległości (9 października 1933)[3]
- Srebrny Wawrzyn Akademicki (7 listopada 1936)[4]

## Upamiętnienie
Jego imieniem nazwana została ścieżka z Huciska na Babią Górę (tzw. Ścieżka Żywczaków).